# Shane Sweetnam
Shane Sweetnam (né le 19 janvier 1981 à Cork) est un cavalier irlandais de saut d'obstacles. Il a participé aux Jeux olympiques d'été de 2020 dans cette discipline. Il monte le hongre James Kann Cruz. 

## Biographie
Il grandit parmi une famille de cavaliers dans la région de Cork, en Irlande, et débute l'équitation à l'âge de cinq ans. Ses parents Jane et Mary Sweetman exercent comme entraîneurs de chevaux.
Il obtient un diplôme en informatique, puis se tourne vers une carrière de cavalier professionnel.
Il déménage en 2004 aux États-Unis pour travailler avec Margie Goldstein-Engle.
Il a depuis ouvert sa propre écurie à Wellington en Floride avec son épouse Alison, proposant pensions de chevaux et formations, Sweet Oak Farm. Il possède aussi une résidence d'été à Lexington dans le Kentucky depuis les années 2010.
Il est sélectionné comme cavalier titulaire parmi l'équipe irlandaise de saut d'obstacles aux Jeux olympiques d'été de 2024 à Paris.

## Palmarès
- Participation aux Jeux olympiques d'été de 2020, parmi l'équipe irlandaise de saut d'obstacles[5] ;
- 2023 : médaille d'argent par équipes au championnat d'Europe de Milan[6] ;
- novembre 2023 : vainqueur de l'étape Coupe du monde de Lexington[3] ;
- mai 2024 : vainqueur du Derby du CSIO de La Baule, avec Irandole du Flot[7],[8] ; il occupe alors le neuvième rang mondial de sa discipline[9].

## Chevaux
Il monte l'un des meilleurs chevaux de tout le circuit mondial de saut d'obstacles, James Kann Cruz.

## Vie privée
Ses trois enfants Collin, Olivia et Lucy montent tous trois en compétition de poney hunter aux États-Unis.